# Lucien Clergue
Lucien Clergue (Arles, 14 agosto 1934 – Nîmes, 15 novembre 2014) è stato un fotografo francese.
Fin dagli inizi, Clergue ha fotografato la morte: nella sabbia, nelle arene piene del sangue dei tori, nei cadaveri di uccelli sulle rive del Rodano, nelle tombe antiche dei monasteri ed anche nei corpi nudi, come a voler ricordare che siamo solo di passaggio sulla terra.

## Biografia
Unico figlio di Edmond e di Jeanne Grangeon, proprietari di un piccolo negozio di alimentari ad Arles. Prima di scoprire la fotografia, da adolescente, ha studiato violino. Economicamente modesta, la sua famiglia non potrà garantirgli di proseguire gli studi musicali in qualche conservatorio.
Nel 1947 la madre gli regala la prima macchina fotografica e dal 1953, dopo la morte della madre, avvenuta l'anno precedente, dedica tutto il suo tempo libero alla fotografia. Per mantenersi viene assunto da una industria alimentare. Le sue prime immagini risentono del clima surrealista e soprattutto dei ritratti della fotografa Thérèse Le Prat (1895-1966). In quello stesso anno, il 27 settembre, durante una corrida all'arena di Nîmes, conosce fortuitamente Pablo Picasso, al quale mostra le sue foto.

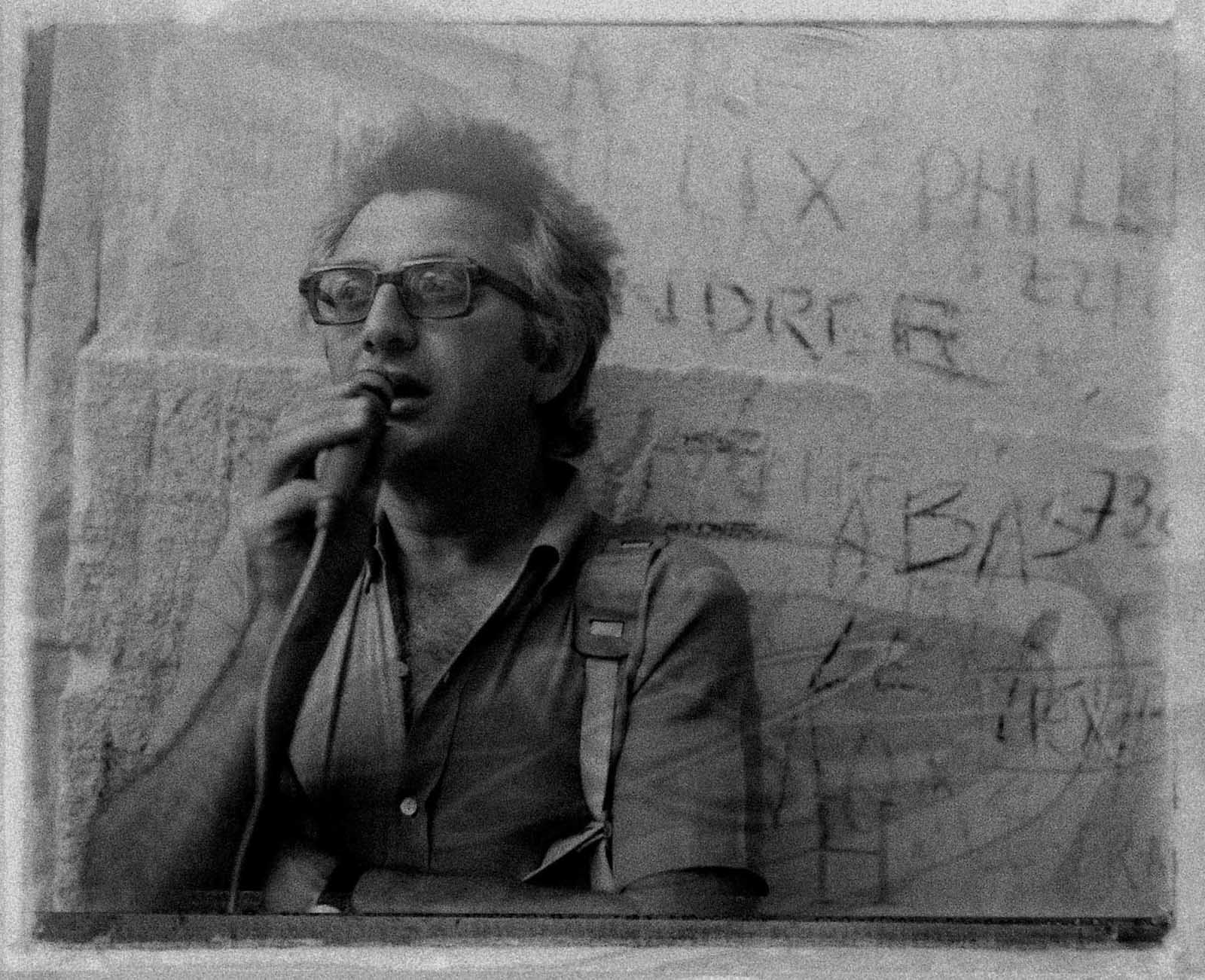
Rencontres d'Arles, 1975

Nei successivi due anni, Clergue lavora per creare un'opera completa da inviare a Picasso. Nascono le immagini della serie Les Saltimbanques, con i ragazzini acrobati circensi tra le rovine bombardate di Arles. Il 4 novembre 1955, Lucien Clergue porta le fotografie a Picasso a Cannes e l'accoglienza è entusiasta. Sarà lo stesso Picasso, assieme a Jean Cocteau, a facilitare la pubblicazione del volume di nudi Corps Memorable nel 1957 con la copertina curata dall'artista spagnolo e l'introduzione dello scrittore francese.
Grazie a Picasso, con cui l'amicizia si protrarrà per un trentennio fino alla morte del pittore, Clergue viene in contatto con il critico d'arte Douglas Cooper e lo scrittore Jean Cocteau. Saranno loro a portare le foto di Clergue presso galleristi svizzeri e tedeschi, dove inizierà ad esporre.
Sono anni di viaggi e di mostre e di conoscenze importanti. Espone al Moma di New York, invitato da Edward Steichen, dove incontra grandi fotografi come Bill Brandt, Aleksej Česlavovič Brodovič, William Eugene Smith ed altri, ma sarà la visione dell'opera Nude (Charis, Santa Monica) di Edward Weston che sarà per lui una vera e propria rivelazione. Immediatamente dopo New York le sue foto saranno esposte al Louvre.
Nel 1968, con l'amico Jean-Maurice Rouquette, curatore del Musée de l'Arles et de la Provence antiques, e lo scrittore Michel Tournier fonda quello che diverrà il più importante festival europeo di fotografia, il Rencontres d'Arles. Invita i più famosi fotografi come Ansel Adams, André Kertész, Robert Mapplethorpe, Eikoh Hosoe e tanti altri. Dopo anni di lotta per il riconoscimento della fotografia come genere di produzione artistica come la pittura e la scultura. finalmente avrà tale riconoscimento dal Ministero della Cultura francese, contribuendo alla creazione della Scuola Nazionale di Fotografia di Arles nel 1982.
Le sue opere fanno parte delle collezioni di molti musei francesi e stranieri e di collezionisti privati. Ha tenuto conferenze all'estero ed in varie università. Nel 2003 è stato nominato Cavaliere della Legione d'onore. Ha ricevuto nel 2007 il prestigioso premio Lucie Award.

## Vita privata
Lucien Clergue ha sposato nel 1963 Yolande Wartel, curatrice d'arte e fondatrice di The Fondation Vincent van Gogh Arles, da cui è nata nello stesso anno la figlia Anne, che sarà curatrice di arte contemporanea. Nel 1966 nasce la seconda figlia, Olivia, che diverrà una stilista di moda.